# 컷스로트송어
컷스로트송어는 연어목 연어과의 물고기이다.

## 특징

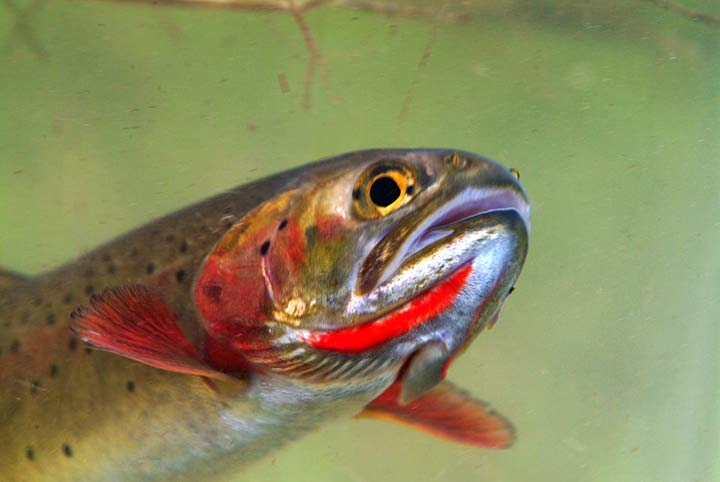

컷스로트송어의 몸색깔은 금색에서 회색, 뒤쪽의 녹색까지 다양하다. 컷스로트송어는 일반적으로 무지개송어와 구별될 수 있는데, 이것은 혀의 기저부에 있는 이빨과 눈의 뒷부분 가장자리를 넘어서는 위턱뼈로 구분할 수 있다.

## 참조
- Trotter, Patrick C. (2008년). 《컷스로트송어: Native Troat of the West》 2판. 버클리: 캘리포니아 대학교. ISBN 978-0-520-25458-9.